# Kolonie-Ławsk
Kolonie-Ławsk [kɔˈlɔɲe ˈwafsk] est un village polonais de la gmina de Wąsosz dans le powiat de Grajewo et dans la voïvodie de Podlachie.